# Yousaf Raza Gilani

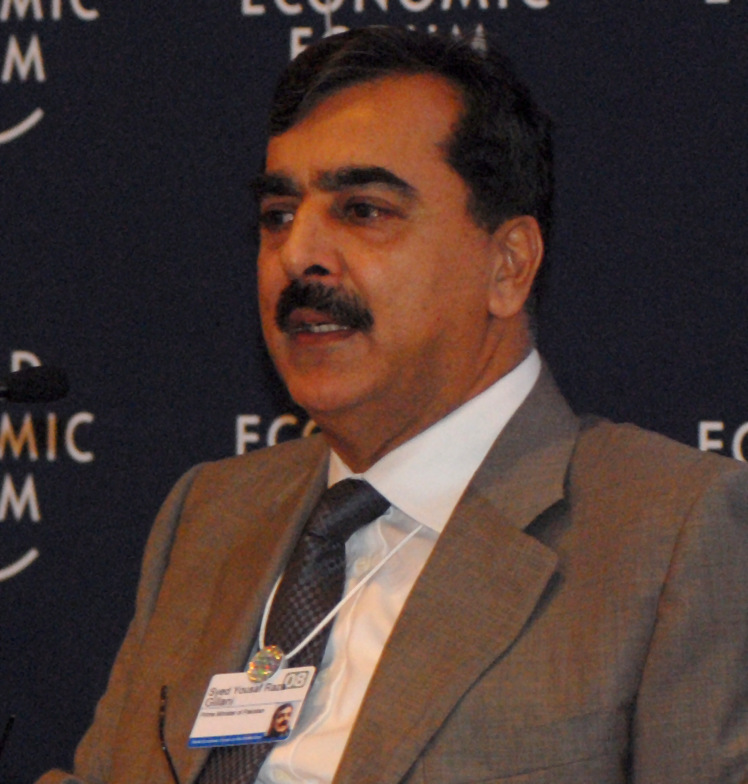
Yousaf Raza Gilani, 2008

Makhdoom Syed Yousaf Raza Gilani (Urdu مخدوم سيد يوسف رضا گیلانى, auch Jussuf Raza Gilani; * 9. Juni 1952 in Karatschi) war der 26. Premierminister von Pakistan in einer Koalitionsregierung aus Pakistanischer Volkspartei, Muslimliga Pakistans, Awami-Nationalpartei, der Muttahida-Qaumi-Bewegung und der Nationalpartei Belutschistans. 
Er wurde 2012 seines Amtes enthoben.

## Leben

### Aufstieg
Gilani stammt aus einer politisch und religiös prominenten Familie iranischer Abstammung in Multan, Punjab. Sein Vater Syed Musa Pak war ein bekannter Derwisch bei den Qadiri-Sufis, deren Begründer, der Mystiker Abdul-Qadir Gilani, aus der iranischen Provinz Gilan stammte.  Nach dem Abschluss des Studiums des Journalismus an der University of the Punjab mit einem MA 1976 begann er seine politische Tätigkeit in der Muslimliga. Er war von 1985 bis 1986 während der mit einem Militärputsch begonnenen und auf das Kriegsrecht gestützten Präsidentschaft von Mohammed Zia ul-Haq Minister in der Regierung von Muhammad Khan Junejo. 
1988 wechselte er zur PPP unter Benazir Bhutto, welcher er seither angehört. Für diese wurde er seit 1989 wiederholt in die Nationalversammlung gewählt und war von 1989 bis 1990 Minister sowie 1993 bis 1997 Parlamentspräsident.
Während der Herrschaft von Pervez Musharraf verbrachte Gilani die Zeit von Februar 2001 bis Oktober 2006 nach einer Verurteilung wegen Patronage während seiner Amtszeit als Parlamentspräsident im Gefängnis.

### Premierminister
Nach dem Erfolg der Oppositionsparteien bei der Wahl zur Nationalversammlung im Februar 2008 wurde er am 24. März 2008 mit 264 von 328 Abgeordneten des Unterhauses zum Premierminister gewählt. Präsident Musharraf vereidigte ihn am 25. März 2008.

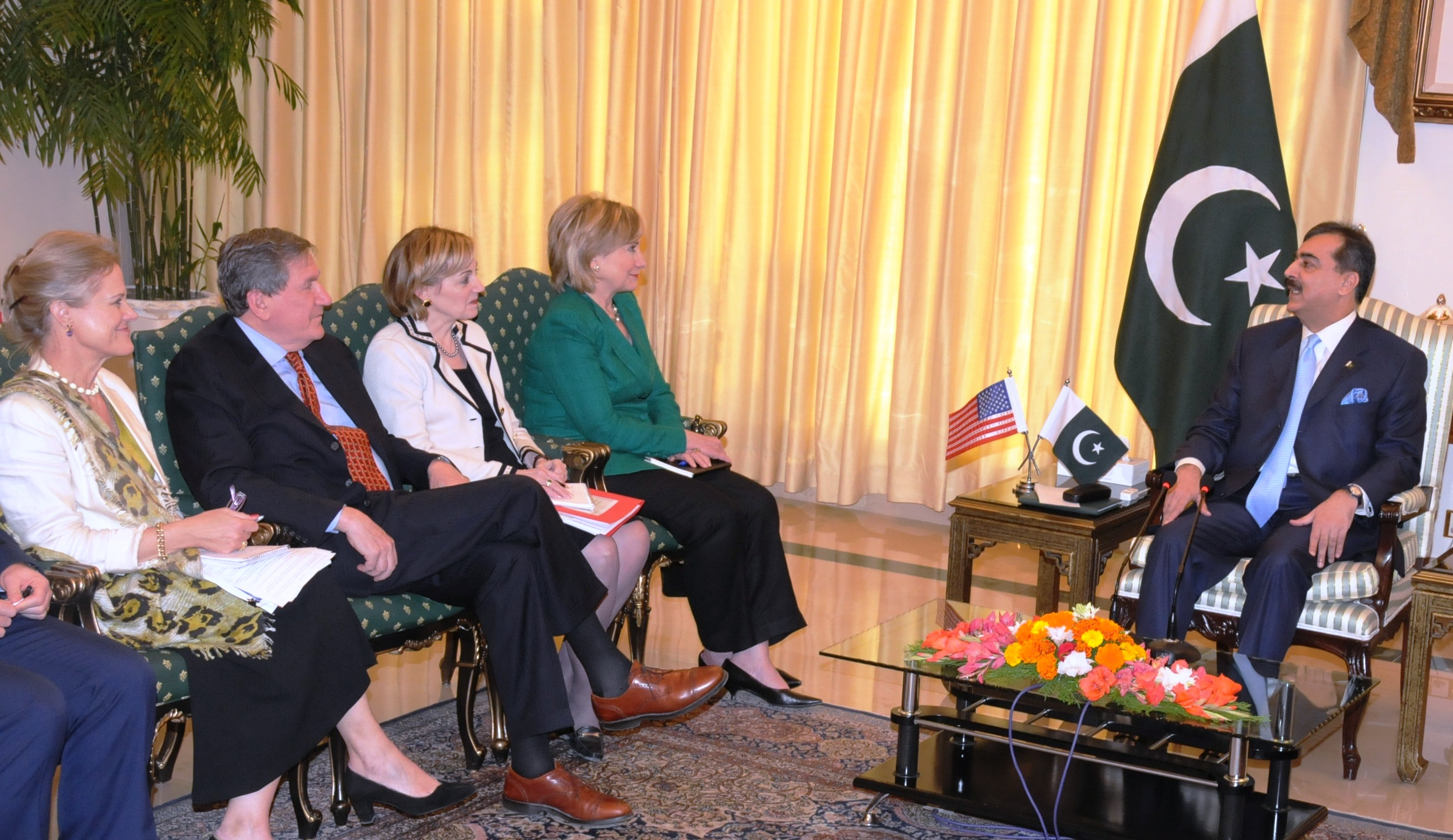
Premierminister Gilani bei einem Treffen in seinem Haus im Oktober 2009 mit Außenministerin der Vereinigten Staaten Hillary Clinton, der US-Botschafterin Anne Patterson und dem US-Sondergesandter für Pakistan Richard Holbrooke

Auf Gilani wurde am 3. September 2008 ein erfolgloser Mordanschlag in Rawalpindi verübt, während seine Autokolonne auf dem Weg zu seinem Wohnsitz war. Die Taliban haben sich zu dem Anschlag bekannt.

### Verurteilung und Amtsenthebung
Am 13. Februar 2012 klagte ihn der Oberste Gerichtshof Pakistans wegen Missachtung der Justiz an. Grund dafür war die Weigerung Gilanis, die Ermittlungen wegen Korruption gegen den Präsidenten Pakistans, Asif Ali Zardari, wiederaufzunehmen. Im April 2012 verurteilte das Gericht Gilani wegen Missachtung der Justiz. Als symbolisches Strafmaß verhängten die Richter, dass er so lange in der Gewalt der Justiz bleibe, wie die Verhandlung andauere. Nach knapp einer Minute endete das Verfahren und Gilani hatte seine Strafe abgebüßt. Ihm drohte dadurch der Verlust seines Amtes, da Verurteilte laut der pakistanischen Verfassung kein öffentliches Amt bekleiden dürfen. Am 19. Juni forderte der Oberste Gerichtshof Zardari auf, Neuwahlen einzuleiten. Als Begründung gab er die „Amtsunfähigkeit“ von Gilani aufgrund der Vorstrafe an. Gilani zog noch in der Nacht auf den 20. Juni aus der für den Premierminister bestimmten Residenz aus und Zardari berief eine Parlamentssitzung für den 22. Juni ein, in der der Nachfolger für Gilani bestimmt werden sollte. Am 21. Juni wurde zunächst Makhdoom Shahabuddin als Nachfolgekandidat der PPP, ihrer Koalitionspartner und Zardari bestimmt. Unmittelbar danach erließ die pakistanische Justiz jedoch aufgrund eines Drogenskandals aus dem Jahr 2011 einen Haftbefehl gegen Shahabuddin. Daraufhin wurde der ehemalige Energie- und Wasserminister Raja Pervaiz Ashraf als Ersatzkandidat nominiert und am 22. Juni 2012 vom Parlament zum neuen Premierminister Pakistans gewählt.